# Gunners FC
Gunners FC ist ein simbabwischer Fußballverein aus Harare.
Über den Verein liegen nur wenige Informationen vor. Ihm gelang in den 2000er Jahren der Aufstieg in die Zimbabwe Premier Soccer League. 2009 gewannen sie überraschend die Meisterschaft und qualifizierten sich für die CAF Champions League. Nachdem sie in der ersten Runde klar erfolgreich waren, war in der zweiten Runde der Al-Ahly Kairo eine Nummer zu groß. Trotz des 1:0-Heimerfolges verloren sie in Kairo mit 0:2 Toren und schieden damit aus.

## Statistik in den CAF-Wettbewerben
| Wettbewerb                | Runde    | Gegner        | Hinspiel | Rückspiel |  |
| ------------------------- | -------- | ------------- | -------- | --------- |  |
|                           |          |               |          |           |  |
| CAF Champions League 2010 | Vorrunde | Mafunzo FC    | 2:1 (A)  | 4:0 (H)   |  |
|                           | 1. Runde | al Ahly Kairo | 1:0 (H)  | 0:2 (A)   |  |